# Ebudza
Cette page contient des caractères spéciaux ou non latins. S’ils s’affichent mal (▯, ?, etc.), consultez la page d’aide Unicode.
Cet article concerne la langue bantoue (C37). Pour la langue bantoue (C36c), voir Buja (langue).
Cet article possède un paronyme, voir Budja.
L’ebudza ou ebudja est une langue bantoue parlée par les Budzas. C'est une langue agglutinante, à classe nominale et tonale.
On l’appelle aussi de différentes façons : budja, buja, ebuja, embudja, kibudza, limbudza, mbudja.
Cette langue est relativement proche du lingala et a d’ailleurs fortement influencé son vocabulaire.

## Classification
L’ebudza est identifié par C.37 dans la classification de Guthrie.

## Répartition géographique
La zone où l’ebudza est parlé est centrée sur Bumba et s’étend à l’ouest jusqu’à la rivière Djambo et le territoire de Lisala, au nord jusqu’à la rivière Dua, à l’ouest jusqu’à la rivière Lulu et Basoko en province Orientale. Cette zone est délimitée au sud par le fleuve Congo.

## Dialectes
Van Bulck 1954 présente deux groupes dialectaux : les dialectes du Sud ou embudja, les dialectes du Nord ou ebudja. 

## Écriture
Il y a très peu d’écrits publiés en ebudza. La langue d’enseignement étant le lingala ou le français dans la région. Cependant le système d’écriture conventionnel adopté par les linguistes zaïrois en 1976 est adapté pour l’ebudza.

## Grammaire
L’ebudza étant une langue bantoue, possède sept classes nominales.
- mo-/wa- (1-2)
- mo-/mi- (3-4)
- li-/ma- (5-6)
- e-/bi- (7-8)
- n-/n- ou m-/m- (9-10)
- lo-/n- (11-10)
- wa-/ma- (14-6)